# Picassos äventyr
Picassos äventyr (lit. "Aventures de Picasso") és una pel·lícula de comèdia surrealista sueca del 1978 dirigida per Tage Danielsson i protagonitzada per Gösta Ekman, com el famós pintor. La pel·lícula tenia el lema Tusen kärleksfulla lögner de Hans Alfredson och Tage Danielsson (Mil amoroses mentides amoroses de Hans Alfredson i Tage Danielsson). Als XIV Premis Guldbagge, la pel·lícula va guanyar el premi a la millor pel·lícula.
La pel·lícula utilitza deu idiomes: castellà, francès, suec, alemany, finès, italià, anglès, rus, noruec i llatí. La majoria d'aquestes paraules són molt senzilles (agua, water), de vegades amb un significat quelcom diferent del que semblen (el grau militar de Don José, Hauptbahnhof, que significa "estació de ferrocarril central" en alemany) i altres vegades només són un total disbarat.

## Sinopsi
La pel·lícula es basa molt lliurement en la vida de Pablo Picasso, narrada per Toivo Pawlo, que es presenta com Elsa Beskow. S'obre amb una cita del mateix Picasso: “L'art és una mentida que ens acosta a la veritat.
Pau Picasso creix a Espanya en males condicions, però té una gran dotació artística i serà enviat entre Madrid i París per desenvolupar el seu talent. És un llarg camí cap a la riquesa i la fama, però un cop Picasso hi arriba, només pensa en fugir de la misèria.

## Repartiment
- Gösta Ekman - Pau Picasso
- Hans Alfredson - Don José
- Margaretha Krook - Dona Maria
- Lena Olin - Dolores
- Bernard Cribbins - Gertrude Stein / Narrador
- Wilfrid Brambell - Alice B. Toklas
- Lennart Nyman - Henri Rousseau
- Per Oscarsson - Guillaume Apollinaire
- Elisabeth Söderström - Mimi
- Birgitta Andersson - Ingrid Svensson-Guggenheim
- Magnus Härenstam - Hitler
- Sune Mangs - Churchill
- Yngve Gamlin - Diaghilev
- Lisbeth Zachrisson - Olga
- Lena Nyman - Sirkka
- Tom Younger - Superintendent
- Rolv Wesenlund - Grieg
- Sven Lindberg - Dr. Albert Schweitzer

## Producció
Gösta Ekman originalment va pensar que seria curiós escriure un llibre sobre un lloc que mai no hem visitat. De la mateixa manera, seria curiós fer una biografia sobre una persona que no coneixem. Com Mozart, Jesús o Picasso.
Tot i que aquesta pel·lícula està ambientada a Espanya, Londres, París, la Costa Blava i Amèrica, la major part de la pel·lícula es va rodar a la ciutat sueca de Tomelilla. Moltes de les escenes es rodaren al mateix carrer. Amb una pintura de vidre davant de la càmera i canviant algunes coses del plató, els cineastes podien convertir el petit carrer de Tomelilla en totes les grans ciutats que es mostren a la pel·lícula. Tots els quadres de Picasso per a aquesta pel·lícula van ser fets per Per Åhlin

## Estrena
La narració d'aquesta pel·lícula és l'única cosa que es dobla a altres idiomes, a causa del diàleg multilingüe. En totes les versions és un home qui es presenta com una dona famosa. A Suècia, el narrador es presenta com "Elsa Beskow", en anglès és Gertrude Stein, en danès, Karen Blixen, en noruec, Margaretha Munthe i el narrador francès es presenta com Mistinguett.